# Rosoy-en-Multien

Rosoy-en-Multien este o comună în departamentul Oise, Franța. În 1 ianuarie 2022 avea o populație de 605 de locuitori.